# Takeshi Kaneshiro
Takeshi Kaneshiro (金城武, Kaneshiro Takeshi) (en Pinyin : Jīnchéng Wǔ) est un acteur et mannequin japonais, né le 11 octobre 1973 à Taipei (Taïwan). Sa connaissance du japonais, de l'anglais, du mandarin et du cantonais lui permet de tourner dans de nombreux pays d'Asie.

## Biographie
Il naît le 11 octobre 1973 d'un père japonais originaire d'Okinawa et d'une mère taïwanaise à Taipei, où il est élevé. Après un bref passage dans une école taïwanaise où il est brutalisé en raison de ses origines métisses,, il rejoint l'École américaine de Taipei. Il devient donc trilingue puisqu'il parle également le mandarin et le japonais. 
Takeshi commence sa carrière d'acteur lors de ses études en jouant dans des publicités télévisées et décide de quitter l'école pour se lancer dans une carrière de chanteur et d'acteur.
En 1992, il débute dans la chanson sous le pseudonyme de « Aniki » (qui signifie grand frère en japonais), et sort son premier album, intitulé Heartbreaking Night. Après avoir écrit des chansons en mandarin et cantonais pour EMI, il arrête la musique pour se consacrer à sa carrière d'acteur.
Son premier film est Executioners en 1993. Il poursuit l'année suivante par Chungking Express du réalisateur hongkongais Wong Kar-wai ainsi qu'une série de films hongkongais.
En 1998, Kaneshiro joue dans la série télévisée japonaise God, Please Give Me More Time qui rencontre un très grand succès, lui permettant de jouer dans des films japonais comme Returner. Il devient également connu pour avoir servi de modèle au physique du personnage principal des jeux vidéo Onimusha: Warlords et Onimusha 3.
Takeshi Kaneshiro est le représentant de la marque Prada en Asie.

## Filmographie sélective
- 1988 : Storm Riders (Tian xia), de Yuet Shui Chung (voix) (série télévisée)
- 1993 : Executioners (Xian dai hao xia zhuan), de Ching Siu-tung et Johnnie To
- 1994 : Mermaid Got Married (Ren yu chuan shuo), de Kent Cheng
- 1994 : Don't Give a Damn (Mou mian bi), de Sammo Hung
- 1994 : Wrath of Silence (Chen mo de gu niang), de Frankie Chan
- 1994 : No Sir (Bao gao ban zhang 3), de Chu Yin-ping
- 1994 : Chungking Express (Chong qing sen lin), de Wong Kar-wai
- 1995 : China Dragon (Zhong Guo long), de Chu Yin-ping
- 1995 : School Days (Xue xiao ba wang), de Chu Yin-ping
- 1995 : Young Policemen in Love (Xin za shi xiong zhu nu zi), de Chu Yin-ping
- 1995 : Trouble Maker (La bi xiao xiao sheng), de Chu Yin-ping
- 1995 : Les Anges déchus (Duo luo tian shi), de Wong Kar-wai
- 1996 : The Feeling of Love (Zhong qing ai qing gan jue), de Chu Yin-ping
- 1996 : Lost and Found (en) (Tian ya hai jiao), de Lee Chi-ngai
- 1996 : Dr. Wai (Mo him wong), de Ching Siu-tung
- 1997 : Downtown Torpedoes (San tau dip ying), de Teddy Chan
- 1997 : The Odd One Dies (Liang ge zhi neng huo yi ge), de Patrick Yau
- 1997 : First Love: The Litter on the Breeze (Choh chin luen hau dik yi yan sai gaai), de Eric Kot
- 1997 : Hero (Ma Wing-Jing), de Corey Yuen
- 1998 : God, Please Give Me More Time (Kamisama mou sukoshi dake), de Takeuchi Hideki (série télévisée)
- 1998 : Too Tired to Die, de Jin Won-seok
- 1998 : Anna Magdalena (On na ma dut lin na), de Yee Chung-man
- 1998 : Sleepless Town (Fuyajo), de Lee Chi-ngai
- 1998 : Misty, de Kenki Saegusa
- 1999 : Tempting Heart (Xin dong), de Sylvia Chang
- 2000 : Lavender (en) (Fan yi cho), de Riley Yip
- 2000 : A.D. 2000 - Don't Shoot Her (2000-nen no koi), de Shunsaku Kawake, Isamu Nakae et Kensaku Sawada (série télévisée)
- 2000 : Space Travelers (Supêsutoraberâzu), de Katsuyuki Motohiro
- 2002 : Gôruden bouru, de Ryûichi Inomata (série télévisée)
- 2002 : Returner, de Takashi Yamazaki
- 2003 : Turn Left, Turn Right (Heung joh chow heung yau chow), de Johnnie To et Wai Ka-fai
- 2004 : Le Secret des poignards volants (Shi mian mai fu), de Zhang Yimou
- 2005 : Perhaps Love, de Peter Chan
- 2006 : Confession of Pain, de Andrew Lau et Alan Mak
- 2008 : Sweet Rain (死神の精度, Shinigami no seido?), de Masaya Kakei
- 2009 : Les Seigneurs de la guerre (The Warlords), de Peter Chan
- 2009 : Les Trois Royaumes, de John Woo
- 2009 : K-20 : L'Homme aux 20 visages, de Shimako Satō
- 2011 : Wu Xia (武俠, Wǔxiá), de Peter Chan
- 2014 : The Crossing (太平轮), de John Woo
- 2016 : See You Tomorrow de Zhang Jiajia
- 2025 : Fung lam fo saan (风林火山) de Juno Mak